# Análise musical
A análise musical é uma abordagem tanto analítica como prática da música em si. Consiste em analisar suas formas tanto harmônicas, melódicas e estruturais. Tem sido frequentemente associada à capacidade de entender o mundo como sistema, gerando dessa forma uma tentadora promessa de cientificidade, cujas marcas mais ostensivas surgem com o advento da Musikwissenschaft na segunda metade do século XIX, e se desenrolam no âmbito do paradigma estrutural-organicista,  perspectiva de inegável complexidade e elaboração que tem sido frequentemente denunciada por sua tendência formalista ou '"laboratorial", tendo dominado boa parte do pensamento musical do século XX.
Apesar de toda a discussão já apresentada, a música, quando composta e executada deliberadamente, é considerada arte por qualquer das facções. E como arte, é criação, representação e comunicação. Para obter essas finalidades, deve obedecer a um método de composição, que pode variar desde o mais simples (a pura sorte na música aleatória) até os mais complexos. Pode ser composta e escrita para permitir a execução idêntica em várias ocasiões, ou ser improvisada e ter uma existência efêmera. Na música dos pigmeus do Gabão, o Rock and roll, o Jazz, a música sinfônica, cada composição ou execução obedece a uma estética própria, mas todas cumprem os objetivos artísticos: criar o desconhecido a partir de elementos conhecidos; manipular e transformar a natureza; moldar o futuro a partir do presente.

Grupo de música erudita apresentando algumas composições de Mozart.
Qualquer que seja o método e o objetivo estético, o material sonoro a ser usado pela música é tradicionalmente dividido de acordo com três elementos organizacionais: melodia, harmonia e ritmo. No entanto, quando nos referimos aos aspectos do som, nos deparamos com uma lista mais abrangente de componentes: altura, timbre, intensidade e duração. Eles se combinam para criar outros aspectos como estrutura, textura e estilo, bem como a localização espacial (ou o movimento de sons no espaço), o gesto e a dança.

## Som
Na base da música, dois elementos são fundamentais: o som e o tempo. Tudo na música é função destes dois elementos. É comum na análise musical fazer uma analogia entre os sons percebidos e uma figura tridimensional. A sinestesia nos permite "ver" a música como uma construção com comprimento, altura e profundidade.

### Dimensão Vertical
A primeira organização pode ser concebida visualmente como a dimensão vertical. Daí o nome altura dado a essa característica do som. O mais agudo, de maior frequência, é dito mais alto. O mais grave é mais baixo. O elemento organizacional associado às alturas é a melodia. A melodia é definida como a sucessão de alturas ao longo do tempo, mas estas alturas estão inevitavelmente sobrepostas à duração e intensidade que caracterizam o ritmo, e portanto essas duas estruturas são indissociáveis. Outra metáfora visual que frequentemente é utilizada é a da cor. Cada altura representaria uma cor diferente sobre o desenho rítmico. Não é à toa que muitos termos utilizados na descrição das alturas, escalas ou melodias também são usados para as cores: tom, tonalidade, cromatismo. Também não deve ser fruto do acaso o fato de que tanto as cores como os sons são caracterizados por fenômenos físicos semelhantes: as alturas são variações de frequências em ondas sonoras (mecânicas). As cores são variações de frequência em ondas luminosas (eletromagnéticas). Assim como o ritmo, a melodia pode seguir estruturas definidas como escalas e tonalidades (música tonal), que determinam a forma como a melodia estabelece tensão e repouso em torno de um centro tonal. O compositor também pode optar por criar melodias em que a tensão e o repouso não decorrem de relações hierárquicas entre as notas (música atonal).

## Ritmo
A segunda dimensão é o ritmo, que é o elemento de organização frequentemente associado à dimensão horizontal e que se relaciona mais diretamente com o tempo (duração) e a intensidade, como se fosse o contorno básico da música ao longo do tempo. Ritmo, neste sentido, são os sons e silêncios que se sucedem temporalmente, cada som com uma duração e uma intensidade próprias, cada silêncio (a intensidade nula) com sua duração. O silêncio é, portanto, componente da música, tanto quanto os sons. O ritmo só é percebido como contraste entre som e silêncio ou entre diversas intensidades sonoras. Pode ser periódico e obedecer a uma pulsação definida ou uma estrutura métrica, mas também pode ser livre, não periódico e não estruturado (arritmia). Também é possível que diversos ritmos se sobreponham na mesma composição (polirritmia). Essas são opções de composição. Vale a pena lembrar que, embora pequenas variações de intensidade de uma nota à seguinte sejam essenciais ao ritmo, a variação de intensidade ao longo da música é antes de tudo um componente expressivo, a dinâmica musical.

## Harmonia
A terceira dimensão é a harmonia ou polifonia. Visualmente pode ser considerada como a profundidade. Temporalmente é a execução simultânea de várias melodias que se sobrepõem e se misturam para compor um som muito mais complexo (contraponto), como se cada melodia fosse uma camada e a harmonia fosse a sobreposição de todas essas camadas. A harmonia possui diversas possibilidades: uma melodia principal com um acompanhamento que se limite a realçar sua progressão harmônica; duas ou mais melodias independentes que se entrelaçam e se completam harmonicamente; sons aleatórios que, nos momentos em que se encontram, formam acordes; e outras tantas em que sons se encontram ao mesmo tempo. O termo harmonia não é absoluto, mas manipula o conjunto das melodias simultâneas de modo a expressar a vontade do compositor. As dissonâncias também fazem parte da harmonia tanto quanto as consonâncias. Adicionalmente, pode-se criar harmonias que obedeçam a duas ou mais tonalidades simultaneamente (politonalismo, usado com frequência em composições de Villa-Lobos).

### Timbre
Cada som tocado em uma música tem também seu timbre característico. Definido da forma mais simples, o timbre é a identidade sonora de uma voz ou de um instrumento musical. É o timbre que nos permite identificar se é um piano ou uma flauta que está tocando, ou distinguir a voz de dois cantores. Acontece que o timbre, por si só, é também um conjunto de elementos sequenciais e simultâneos, constituindo-se em uma série infinita de frequências sobrepostas que geram uma forma de onda composta pela frequência fundamental e seu espectro sonoro, formado por sobretons ou harmônicos. O timbre também evolui temporalmente em intensidade obedecendo a uma figura chamada envelope. É como se o timbre reproduzisse em escala temporal muito reduzida o que as notas produzem em maior escala e cada nota possuísse em seu próprio tecido uma melodia, um ritmo e uma harmonia próprias.
Segundo o tipo de música, algumas dessas dimensões podem predominar. Por exemplo, o ritmo bem marcado e fortemente periódico tem a primazia na música tradicional dos povos africanos. Na maior parte das culturas orientais, bem como na música tradicional e popular do ocidente, é a melodia que representa o valor mais destacado. A harmonia, por sua vez, é o ideal mais elevado da música erudita ocidental.
Esses elementos nem sempre são claramente reconhecíveis. Onde estará o ritmo ou a melodia no som de uma serra elétrica incluída em uma canção de rock industrial ou em uma composição eletroacústica? (Teoricamente falando, não existe ritmo e melodia em serras elétricas usadas no dia a dia, mas elas podem ser inclusas em músicas ambientes ou músicas industriais e/ou experimentais, dependendo do que você pretende produzir.)
Mas se considerarmos apenas o jogo dos sons e do tempo, a organização do sequencial e do simultâneo e a seleção dos timbres, a música nestas composições será tão reconhecível quanto a de uma cantata barroca.
•Teoria Musical
•Ritmo
•Melodia
•Harmonia